# Lusail
Lusail (auch als Lusail City bezeichnet; arabisch لوسيل, DMG Lūsail) ist ein Urbanisierungsprojekt nördlich der Stadt Doha, der Hauptstadt von Katar, in der Gemeinde ad-Daʿayan.

## Geschichte und Planung
Die Planstadt wird auf einer bisher kaum bebauten rund 35 Quadratkilometer großen Wüstenfläche beginnend am West Bay Complex Canal im Nordosten Dohas errichtet. Die Fläche erstreckt sich sieben Kilometer nördlich an der Küste und verläuft bis fünf Kilometer landeinwärts. Auf diesem Areal sollen einmal 200.000 Menschen leben, weitere 170.000 Menschen arbeiten und schließlich 80.000 Besucher und Touristen untergebracht werden. Der so entstehende urbane Komplex übersteigt mit 450.000 Menschen die derzeitige Einwohnerzahl Dohas. Nach Beendigung der Wasserbauten wird die verbleibende Landfläche des Projekts jedoch auf 21 Quadratkilometer geschrumpft sein.
Dazu wurden seit 2007 bereits umfangreiche Landbewegungen vorgenommen. Die neue Lagunenstadt wird aus großen Landblöcken und Wasserflächen, inneren verbindenden Kanälen und einigen mittelgroßen vorgelagerten Inseln bestehen. Auch hier wird von den Planern wieder, ähnlich der südlich bereits realisierten künstlichen Insel The Pearl, großer Wert auf möglichst viele Grundstücke mit unmittelbarem oder möglichst nahem Küsten- bzw. Uferanschluss gelegt.
Im Gegensatz zu der eigens im Vorküstensockel rund zwei bis vier Kilometer südlicher aufgespülten Inselgruppe The Pearl wird Lusail City jedoch aus dem natürlich gewachsenen Küstenabschnitt „herausmodelliert“. Die neuen Wasserflächen werden von der Küste ausgehend nach innen (Westen) aus dem Wüstenland herausgebaggert, so dass sich die vorgelagerten stehengelassenen und mit dem Aushub zum Teil erhöhten Flächen und neuen Inseln auf natürlich gewachsenem Untergrund befinden, was deren Standsicherheit und Wasserlinienfestigkeit erhöht und kostengünstiger ist.
Das Projekt wird vom staatlich kontrollierten Developer „Qatari Diar Real Estate Investment Company“ entwickelt und in mehreren Phasen vermarktet. Ihr Konzept geht davon aus, dass ein solches Planstadtprojekt nur nachgefragt wird, wenn es gelingt, die wichtigsten städtischen Funktionen ausgewogen und bedarfsgerecht gemischt unterzubringen. Die Planer haben vor, dort große (auch staatliche) und kleinere verwaltende Firmen sowie Handelsbetriebe und Einzelhandel, besucheranziehende Freizeiteinrichtungen, ein Theater, Sportstätten und Erholungsflächen, Bildungseinrichtungen, Freizeithäfen und wassernahe luxuriöse Hotels in einen lebendigen urbanen Zusammenhang zu bringen. Nach Vergabe der Fußball-Weltmeisterschaft 2022 an Katar wurde in Lusail mit dem Lusail Iconic Stadium das größte Stadion errichtet. Dazu kommen etwa 22 Hotels, die bis 2022 zur Verfügung stehen. Abgerundet werden diese zentralen Einrichtungen durch einen außenliegenden Kranz von Wohnquartieren auf vorwiegend niedrig bebauten, begrünt aufgelockerten Flächen mit Eigenheimen und Appartementhäusern sowie einer quartierbezogenen sozialen Infrastruktur und attraktiven Freizeitflächen.
Geplant waren insgesamt rund 350 mittelhohe Hochhäuser, davon vier sehr hohe Wolkenkratzer (70 bis 80 Stockwerke) in zentraler Lage als Überkrönung des das Hafengebietes Waterfront.

## Aktueller Stand (2025)

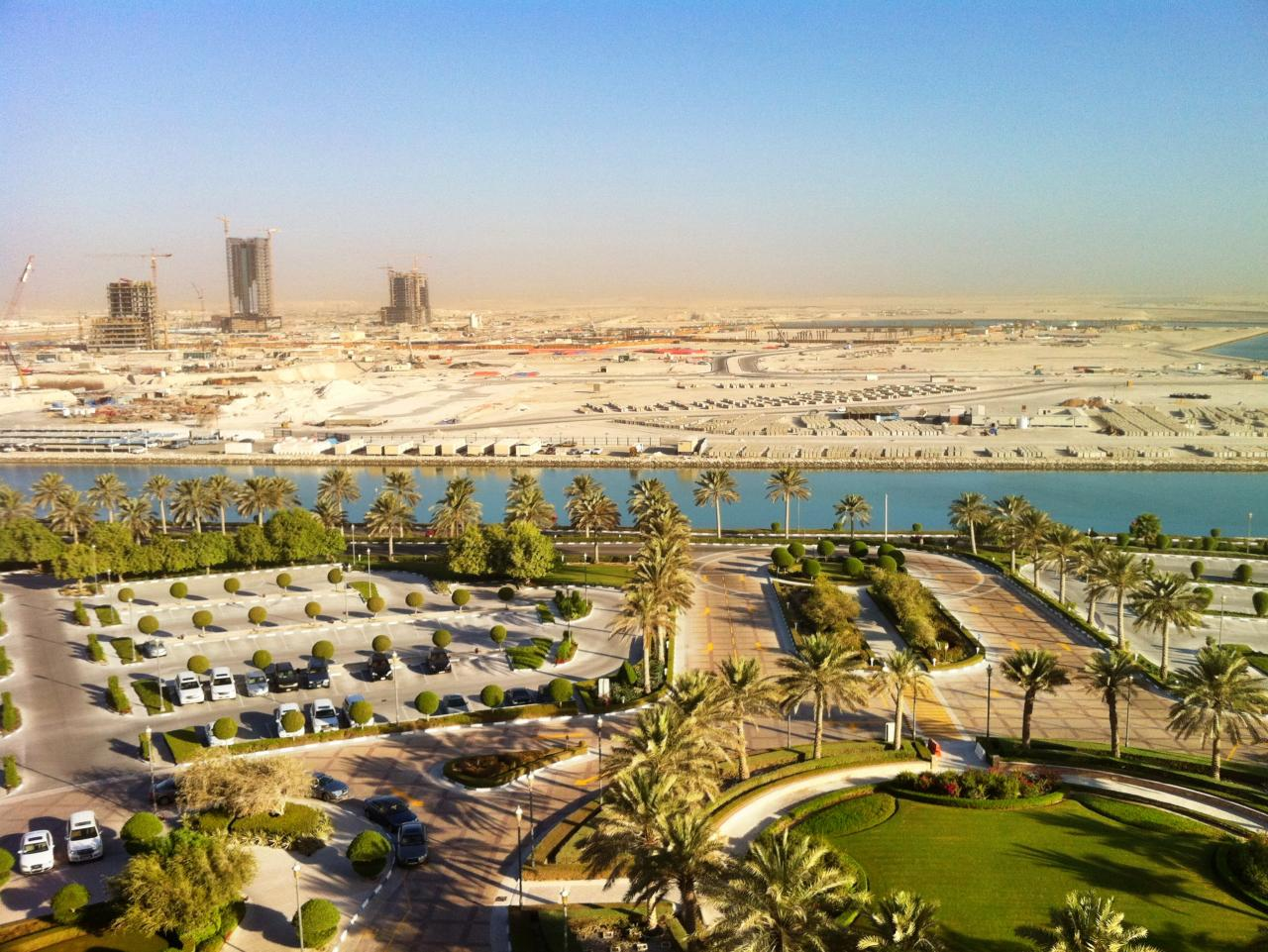
Blick auf den Bau der geplanten Stadt vom Ritz Carlton Hotel Doha aus im Jahr 2011

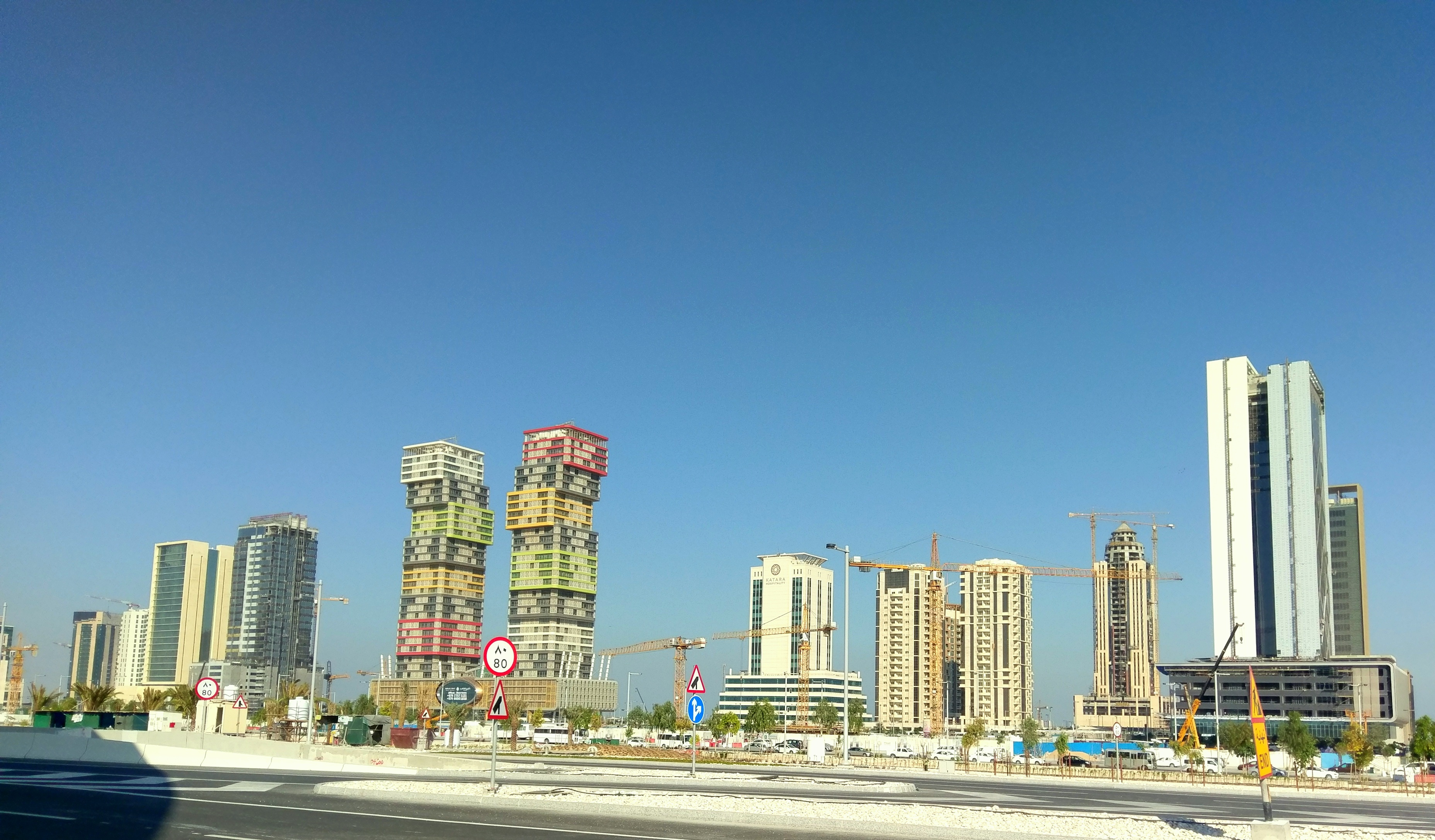
Baufortschritt 2016

Als erstes Bauvorhaben konnte am 1. Juni 2011 die südlich gelegene Marina eröffnet werden. Mitte 2013 war das Projekt bereits weit fortgeschritten. Zur Fußball-Weltmeisterschaft 2022 wurde das Lusail Iconic Stadium errichtet. Zudem gibt es Hochhäuser mit einem Luxushotel, einen Hafen für Luxusjachten, eine Universität, eine Mall nach dem Vorbild der Pariser Place Vendôme, den Lusail Boulevard und großzügige Grünflächen und Parks.

## Distrikte und Funktionszuordnungen
Die Gesamtanlage ist in zehn funktional orientierte Distrikte gegliedert:
- Marina, die inländisch am großen Kanal liegenden Hafenbuchten,
- Entertainment City, eine 100 Hektar große Inselfläche mit Veranstaltungsbauten aller Art,
- Corporate Office Park, ein flachgebauter Komplex für Firmenniederlassungen,
- Fox Hills wird das zentrale Tagungszentrum aufnehmen,
- Waterfront als markanter festländischer Hochhausstandort zur Küstenseite vorgesehen,
- Boulevard nimmt die zentrale Einkaufsfunktion mit einem Einkaufszentrum auf,
- Palm Allees werden die weiter außen liegenden hochrangigen Wohnquartiere genannt,
- Golf, der Golfplatz mit umlaufender gehobener Villenbebauung und Golfresorts,
- Island Resorts sind luxuriöse Touristenhotels auf einigen vorgelagerten Inseln,
- Corniche, die Inseln mit Yachthafen werden mit Brücken verbunden als Flanierstrecke ausgebaut.

## Verkehrskonzept
Lusail ist mit Schienenverkehr, über Straßen und über Wasser erreichbar. Die Straßenanbindung folgt den landesüblichen großzügigen Schnellverkehrswegen, die Flächenverteilung wird ebenso mit breit angelegten Boulevards erfolgen. Ruhender Verkehr im Zentrum wird an vier Knotenpunkten in unterirdische Parkflächen mit zusammen rund 7000 Stellplätzen verwiesen.
Im Zuge des großzügigen Schienenverkehrskonzepts für Doha wird Lusail mit U-Bahn und S-Bahn erreichbar sein. Für den innerstädtischen Nahverkehr ist ferner ein Straßenbahn-System vorgesehen. Auf einer Gesamtlänge von 33 Kilometern sollen ab 2018 insgesamt vier Linien in Betrieb gehen. Anfang 2014 gewann ein Konsortium unter Beteiligung des französischen Konzerns Alstom die Ausschreibung für die Errichtung des Streckennetzes. Als Fahrzeuge sind insgesamt 35 Triebwagen des Typs Citadis vorgesehen.
Lusail soll auch aus seiner wasserumgebenden Lage Nutzen ziehen: Wassertaxis für Lasten und Personen könnten einen erheblichen Teil des Verkehrs abwickeln.

## Kritik
Die Menschenrechtsorganisation Amnesty International kritisierte 2018 prekäre und ausbeuterische Arbeitsbedingungen in Lusail. Arbeitsmigranten sollen von der Baufirma Mercury Mena seit 2016 systematisch Löhne vorenthalten worden sein. Laut der Baufirma seien dafür unzuverlässige Geschäftspartner verantwortlich.